# مریم ال خواجه
مریم ال خواجه (عربی: مريم عبد الهادي الخواجة؛ زادهٔ ۲۶ ژوئن ۱۹۸۷) فعال حقوق بشر اهل بحرین است. وی از سال ۲۰۰۷ میلادی تاکنون مشغول فعالیت بوده‌است.
وی همچنین برندهٔ جوایزی همچون برنامه فولبرایت شده‌است.